# Kruize Pinkins
Kruize Alshaude Zah-Kee Pinkins (* 25. Januar 1993) ist ein US-amerikanischer Basketballspieler.

## Laufbahn
Pinkins stammt aus der Stadt Marianna im US-Bundesstaat Florida. Dort spielte er an der High School sowie zwischen 2011 und 2013 am ortsansässigen Chipola College. Seine Hochschulbasketballkarriere rundete er mit zwei Jahren an der University of San Francisco ab und schlug dann eine Profilaufbahn ein.
Zur Saison 2015/16 wurde Pinkins von den White Wings Hanau aus der deutschen 2. Bundesliga ProA unter Vertrag genommen. Seine überzeugenden Leistungen im Trikot der Hessen mit Mittelwerten von 13,1 Punkten sowie 9,1 Rebounds pro Einsatz mündeten in der Berufung in die „Mannschaft des Jahres“ der ProA-Saison 2015/16 sowie mit der Kür zum „Liganeuling des Jahres“ (jeweils benannt von eurobasket.com). Zudem erhielt der US-Amerikaner im Juli 2016 eine Vertragsverlängerung von den Hanauern, die ihn auf diese Weise für die Spielzeit 2016/17 an sich banden. Pinkins schraubte seine statistischen Werte in jener Saison im Vergleich zur ersten in der Brüder-Grimm-Stadt in neue Höhen und erzielte im Durchschnitt 17,9 Punkte sowie 9,5 Rebounds pro Begegnung. Vom Internetdienst eurobasket.com wurde er zum besten Flügelspieler der ProA-Saison 2016/17 gekürt.
Zur Saison 2017/18 wechselte er zum Erstliga-Rückkehrer Mitteldeutscher BC. Für die Weißenfelser stand er in 31 Bundesliga-Spielen auf dem Feld und erzielte 11,1 Punkte sowie 5,9 Rebounds je Begegnung. In der Sommerpause 2018 wechselte er zum italienischen Zweitligaverein Novipiù Junior Casale und ein Jahr später innerhalb der Liga zu Reale Mutua Basketball Turin. Im September 2021 wurde er vom ehemaligen Europapokalsieger Limoges CSP verpflichtet.
Mit seinem Wechsel zu Scafati Basket ging Pinkins 2022 in die italienische Serie A. 2025 wurde er von Pallacanestro Treviso unter Vertrag genommen.